# Norrtullsligan
Norrtullsligan är Elin Wägners debutroman från år 1908.

## Handling
Romanen handlar om de fyra lågavlönade kvinnliga kontoristerna Elisabeth (Pegg), Magnhild (Baby), Emmy och Eva som tillsammans delar två hyrda rum på Norrtullsgatan i Vasastan, Stockholm. Som lågavlönade kvinnor måste de kämpa för att kunna försörja sig, dels hantera sexuella trakasserier på arbetsplatsen, dels hantera att manliga arbetskamrater inte accepterar att kvinnor tar arbete på kontor. För att få bättre lön försöker några av kontoristerna genomföra en strejk. Elisabeth måste också ta hand om sin lillebror.
Personuppsättningen var delvis samma som den tidigare serien Sommarflirt.

## Publicering
Romanen publicerades först som en följetong med premiär i Dagens Nyheter söndagen den 3 november 1907 med rubriken "Norrtullsligans krönika" under Wägners signatur "Elisabeth". Enligt Wägner skrev hon varje avsnitt på fredagseftermiddagarna så att avsnitten kunde publiceras i söndagstidningen.
I slutet av april 1908 publicerades följetongen i bokform.

## Mottagande
Recensenten Ernst Beckman skrev: 
| ” | I en stil som under dagboksanteckningens imiterade vårdslöshet gömmer en skicklig konstnärlig beräkning och en ovanligt vaken iakttagelse berättas här om några kvinnoexistenser sådana vårt kära Stockholm har hundratals på sitt samvete. | „ |
| – | |   |

Följande år publicerades en anonym insändare i Svenska Dagbladet "från en i England bosatt dam" där skribenten ansåg att bokens framgång endast berodde på "de tvetydiga och slippriga uttryck, af hvilka den vimlade".. Detta blev starten på en tidningsdebatt i Svenska Dagbladet och Stockholms Dagblad de följande veckorna. Elin Wägner kunde dock visa upp handstilsprov från en tidigare fästman, Hjalmar Jönsson, för Stockholms dagblad och därmed visa att den i England bosatta damen var Jönsson själv.
"Norrtullsligan" utsågs 2011 av en jury till årets Stockholm läser-roman.

## Adaptioner
Boken filmatiserades som Norrtullsligan (1923)  i regi av Per Lindberg med Tora Teje, Inga Tidblad, Renée Björling och Linnéa Hillberg i huvudrollerna.